# Manabí
La province de Manabí est une province de l'Équateur. Sa capitale est Portoviejo.
C'est dans cette province que vivaient les Machalillas un peuple préhistorique entre 1500 Av. J.-C. à 1100 Av. J.-C.

## Découpage territorial
La province est divisée en 22 cantons :

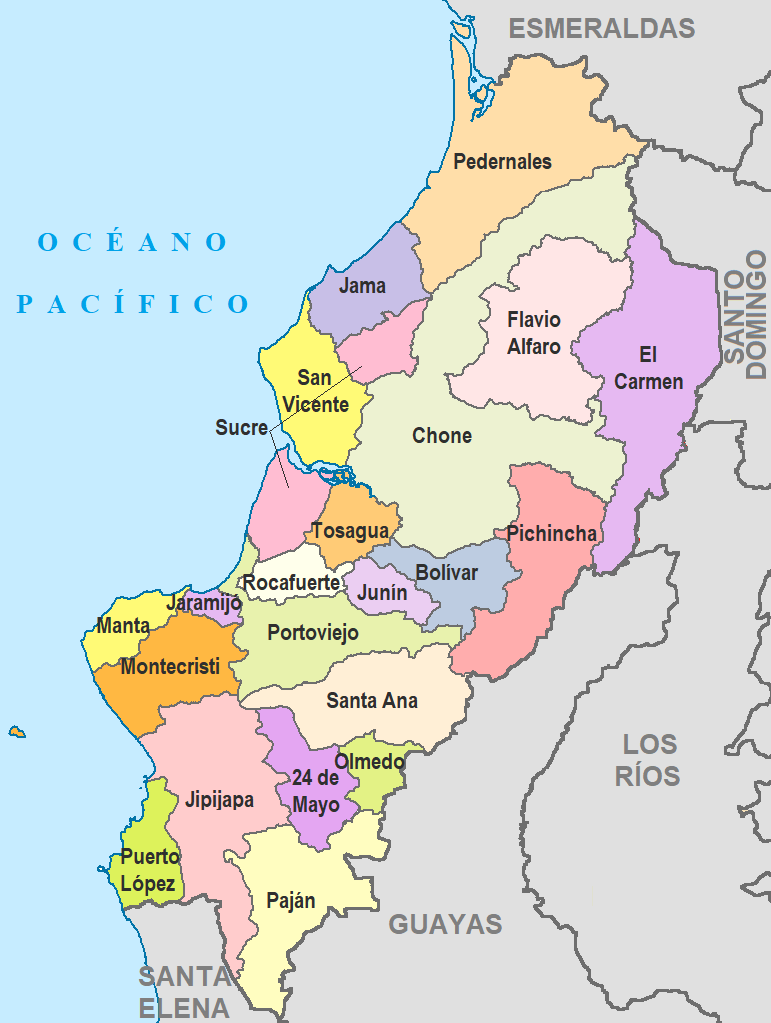
Cantons de Manabí.

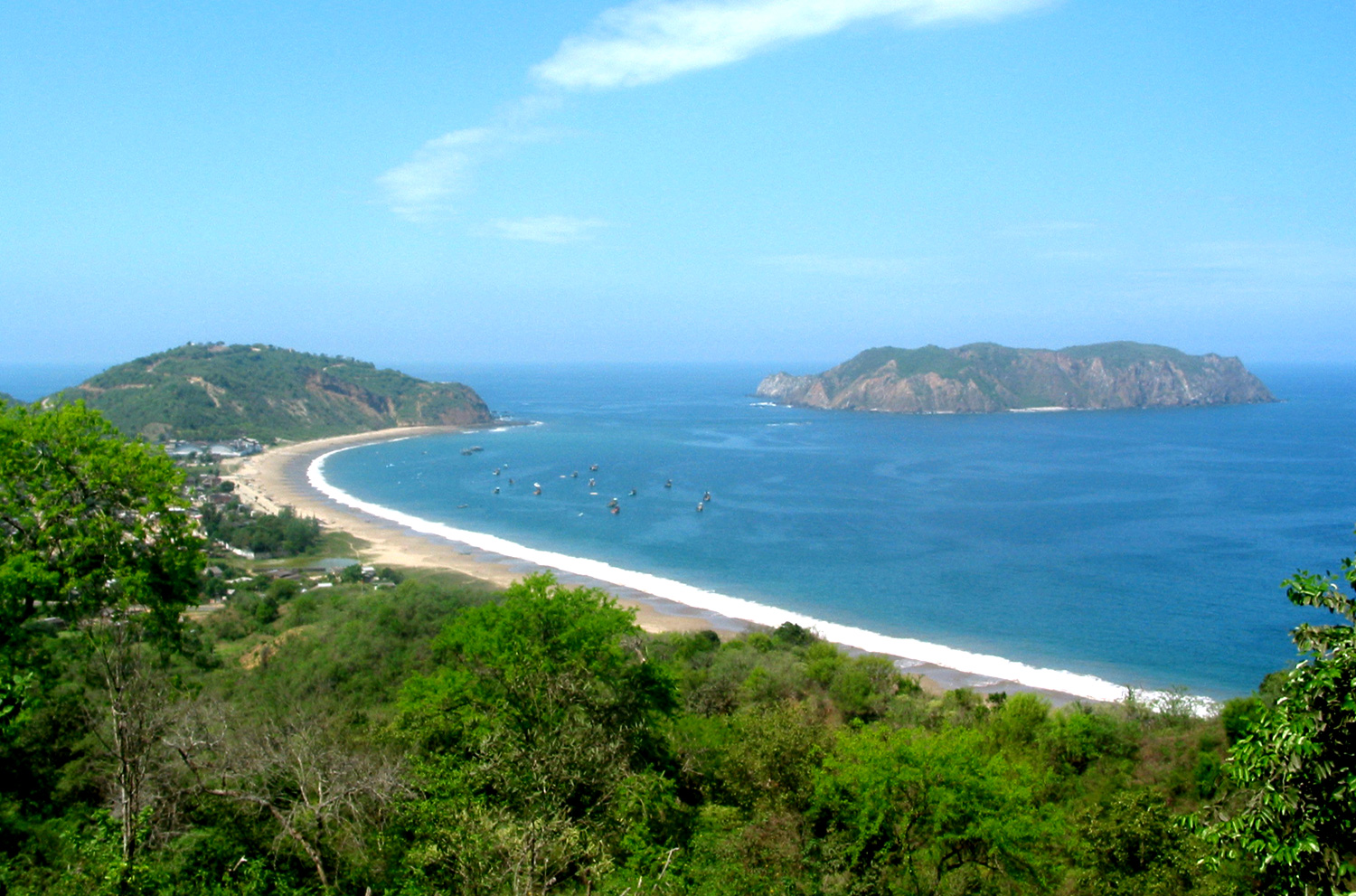
Commune de Salango

| Canton               | Superficie (km2) | Population (2010) | Densité (hab./km2) | Chef-lieu         |
| -------------------- | ---------------- | ----------------- | ------------------ | ----------------- |
| Bolívar              | 537              | 40 735            | 75,9               | Calceta           |
| Chone                | 3 017            | 126 491           | 41,9               | Chone             |
| El Carmen            | 1 245            | 89 021            | 71,5               | El Carmen         |
| Flavio Alfaro        | 1 343            | 25 004            | 18,6               | Flavio Alfaro     |
| Jama                 | 575              | 23 253            | 40,4               | Jama              |
| Jaramijó             | 97               | 18 486            | 190,6              | Jaramijó          |
| Jipijapa             | 1 420            | 71 083            | 50,1               | Jipijapa          |
| Junín                | 246              | 18 942            | 77                 | Junín             |
| Manta                | 309              | 226 477           | 732,9              | Manta             |
| Montecristi          | 734              | 70 294            | 95,8               | Montecristi       |
| Olmedo               | 253              | 9 844             | 38,9               | Olmedo            |
| Paján                | 1 079            | 37 073            | 34,4               | Paján             |
| Pedernales           | 1 932            | 55 128            | 28,5               | Pedernales        |
| Pichincha            | 1 067            | 30 244            | 28,3               | Pichincha         |
| Portoviejo           | 968              | 280 029           | 289,3              | Portoviejo        |
| Puerto López         | 420              | 20 451            | 48,7               | Puerto López      |
| Rocafuerte           | 280              | 33 469            | 119,5              | Rocafuerte        |
| San Vicente          | 718              | 22 025            | 30,7               | San Vicente       |
| Santa Ana            | 1 022            | 47 385            | 46,4               | Santa Ana         |
| Sucre                | 764              | 57 159            | 74,8               | Bahía de Caráquez |
| Tosagua              | 377              | 38 341            | 101,7              | Tosagua           |
| Veinticuatro de Mayo | 524              | 28 846            | 55                 | Sucre             |

## Voir également
Culture Bahia
Culture Chorrera